# Canterbury
Canterbury [ˈkæntəbəɹɪ] ist eine britische Stadt mit 62.767 Einwohnern (Stand 2017). Sie liegt am Fluss Stour in der Grafschaft Kent im Südosten Englands und ist Sitz des Erzbischofs von Canterbury und daher Zentrum der Anglikanischen Kirche.

## Geschichte

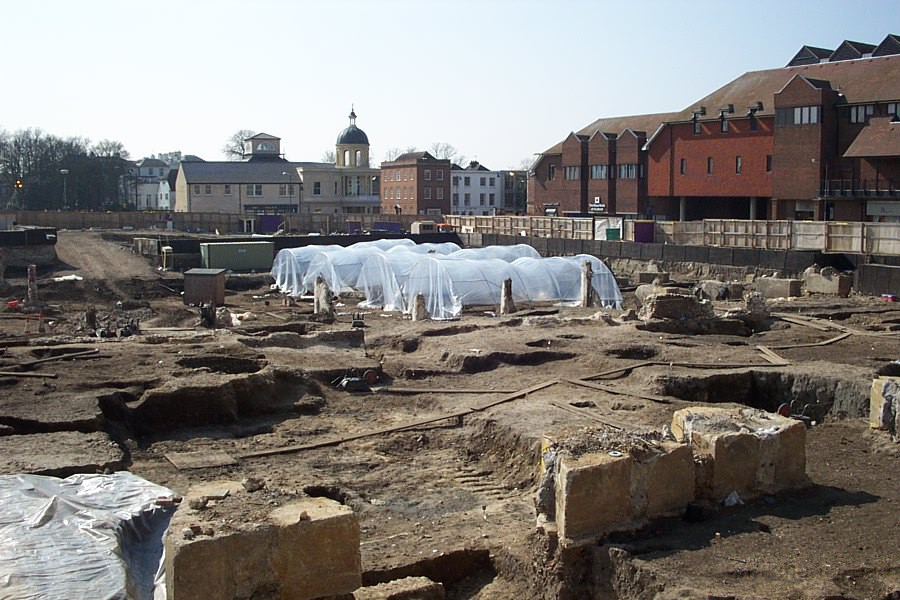
Ausgrabungsstelle: The Big Dig (deutsch: „Die große Ausgrabung“)

Der Ortsname Canterbury kommt von altenglisch Cantwaraburig für „Burg (oder Stadt, Ort) der Leute von Kent“. Die lateinische Bezeichnung ist Cantuaria; im Deutschen gibt es die veralteten Formen Kanterberg, Kanterburg oder Kantelberg.
Canterbury soll der Sage nach 900 v. Chr. von Rudilibas angelegt und von den alten Briten Caerther oder Caerkent (Stadt von Kent) genannt worden sein. Ab 43 n. Chr. entstand an ihrer Stelle das römische Durovernum Cantiacorum (römisch: duro = „Fort“, verno = „Sumpf“), das sich zu einem Verwaltungszentrum entwickelte und das größte römische Theater Britanniens besaß; ab 200 n. Chr. wurde die Stadt mit einer Stadtmauer umgeben. Æthelberht von Kent, der ab 568 n. Chr. regierte, machte Canterbury zu seiner Residenz und nannte sie Cantwarabyrig.
Nach dem Übertritt der Angelsachsen zum Christentum wurde die Stadt Sitz des Erzbischofs-Primas, dem geistlichen Oberhaupt der Kirche von England und der anglikanischen Kommunion. Die Erzbischöfe von Canterbury werden seit dem Bruch Heinrichs VIII. mit Rom vom englischen König (später britischen König) bestimmt.

### Erzbischöfe
Der Apostel der Angelsachsen, Augustinus von Canterbury, auch Austin genannt, war der erste Erzbischof von Canterbury. Er wurde von Papst Gregor I. im Jahr 597 zu König Æthelberht gesandt in Begleitung von Laurentius von Canterbury, dem späteren zweiten Erzbischof.
Augustinus ließ eine alte Kirche in Canterbury als seine Kathedrale wieder aufbauen und neu weihen und gründete dazu ein Kloster. Ein zweites Kloster außerhalb der Stadtmauern wurde St. Peter und St. Paul gewidmet. Später, 978, wurde das Kloster dem inzwischen heiliggesprochenen Augustinus geweiht.
Der italienische Philosoph und Theologe Anselm von Canterbury wurde im Jahr 1093 Erzbischof von Canterbury, musste aber zweimal ins Exil gehen, da er sich mit William II. und mit Henry I. über die Frage der Laieninvestitur zerstritt.
Mit Justin Welby wurde 2013 der 105. Erzbischof in ununterbrochener Folge geweiht. Er ist der Nachfolger von Rowan Williams, der 2002 das Amt übernommen hatte.

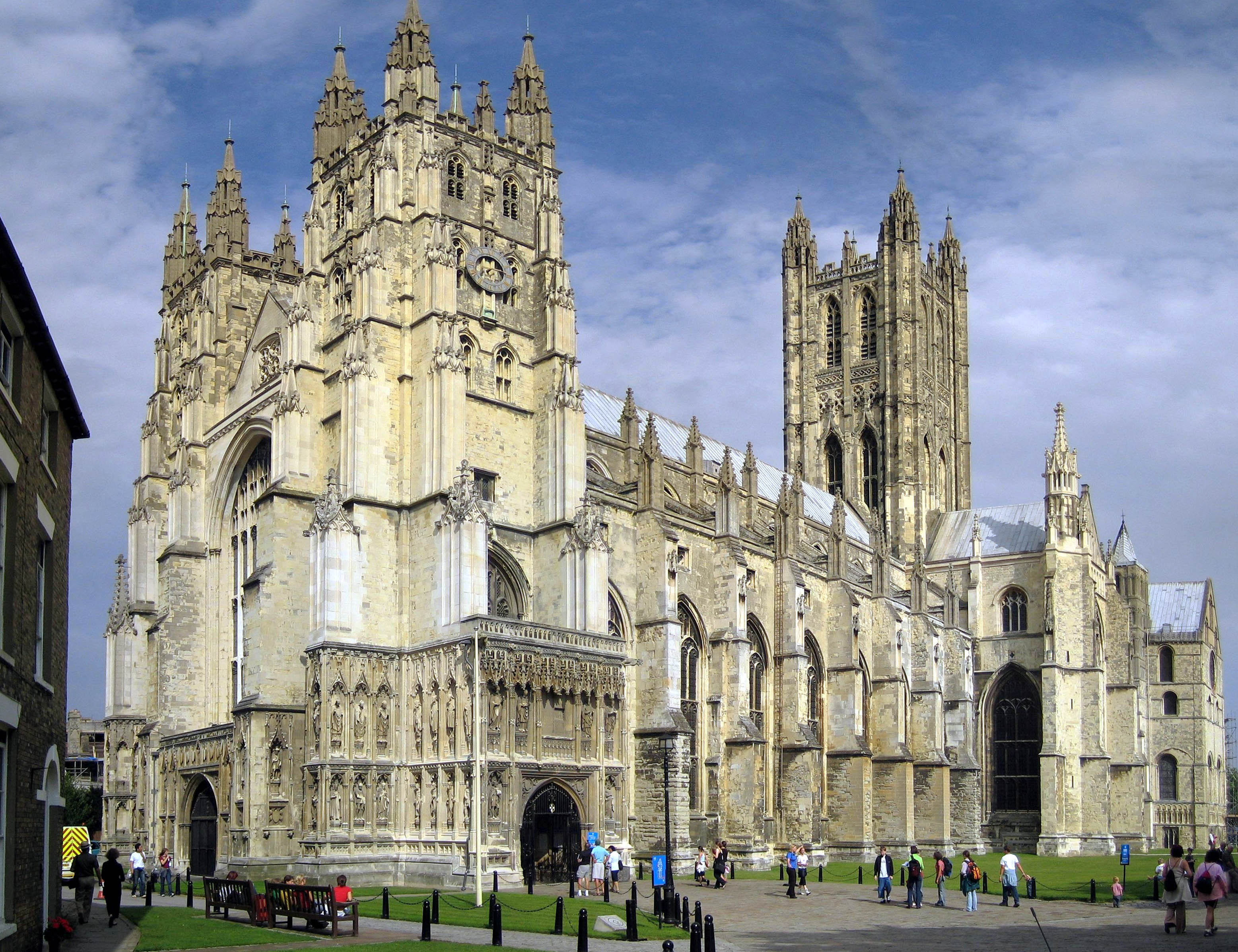
Kathedrale von Canterbury

### Kathedrale
Die Kathedrale von Canterbury (Christ Church Cathedral) ist in Form eines erzbischöflichen Doppelkreuzes erbaut und hat von Ost nach West eine Länge von 160 Metern sowie in ihren zwei Querschiffen eine Breite von 48 und 40 Metern. Der älteste Teil ist die um 1070 erbaute Krypta. Das Kirchenbauwerk ist die Grabstätte von König Heinrich IV. von England und von Edward of Woodstock, dem „Schwarzen Prinzen“. Vor allem wurde sie berühmt durch den Mord an Thomas Becket im Jahre 1170. Sein längst verschwundener Schrein war bis zur Reformation das Ziel Tausender Wallfahrer, etwa Geoffrey Chaucer, der seine Canterbury Tales 1387 schrieb.

## Canterbury in der Literatur
Der Mord an Thomas Becket ist Gegenstand in den Dramen von George Darley (1840), Alfred Tennyson (1884) und Jean Anouilh (1959) sowie in T. S. Eliots Theaterstück Murder in the Cathedral (1935), das im Chapter House uraufgeführt wurde und in Ken Folletts Roman Die Säulen der Erde.
Die Erzählungen der Canterbury Tales (deutsch: „Canterbury-Geschichten“) des mittelalterlichen Dichters Geoffrey Chaucer sind in eine Rahmenhandlung eingebunden, die von einer Pilgergruppe auf ihrem Weg von London nach Canterbury zum Grabmal von Thomas Becket handelt. Die Themen der Erzählungen variieren und beinhalten höfische Liebe, Verrat und Habsucht. Die Genres variieren ebenso, es gibt Romanzen, bretonische Lai (kurze rhythmische Erzählungen), Predigten und Fabeln. Hier ein Beispiel aus dem mittelenglischen Text des 14. Jahrhunderts:

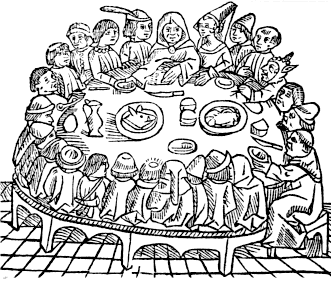
Canterbury Tales, Holzschnitt von 1484

Bifil that in that seson, on a day,
In Southwerk at the Tabard as I lay
Redy to wenden on my pilgrymage
To Caunterbury with ful devout corage,
At nyght was come into that hostelrye
Wel nyne and twenty in a compaignye
Of sondry folk, by aventure yfalle
In felaweshipe, and pilgrimes were they alle,
That toward Caunterbury wolden ryde.

## Stadtentwicklung
Canterbury entwickelte sich in römischer Zeit als besagtes Durovernum Cantiacorum zu einer bedeutenden Siedlung. Nach der Christianisierung Kents wurden einige frührömische Kirchen wieder für den Gebrauch hergerichtet, so z. B. St. Martin und die damals an der Stelle der jetzigen Kathedrale befindliche Kirche. Seit jener Zeit ist Canterbury Mittelpunkt der Kirche in England und Anziehungspunkt für viele Besucher; nach der Ermordung von Thomas Becket waren das vor allem Wallfahrer. Im 12. Jahrhundert avancierte Canterbury zur zweitgrößten Münzstätte Englands nach London. Im 16. Jahrhundert setzte dank der Einführung der Weberei durch die Hugenotten, die als Religionsflüchtlinge vom Festland kamen, ein wirtschaftlicher Aufschwung ein. Im Jahr 1888 erhielt die Stadt Grafschaftsrechte, obwohl sie bis dahin von der Industriellen Revolution kaum berührt wurde und die Zahl der Einwohner nur geringfügig zugenommen hatte.

### Stadtbild und Sehenswürdigkeiten

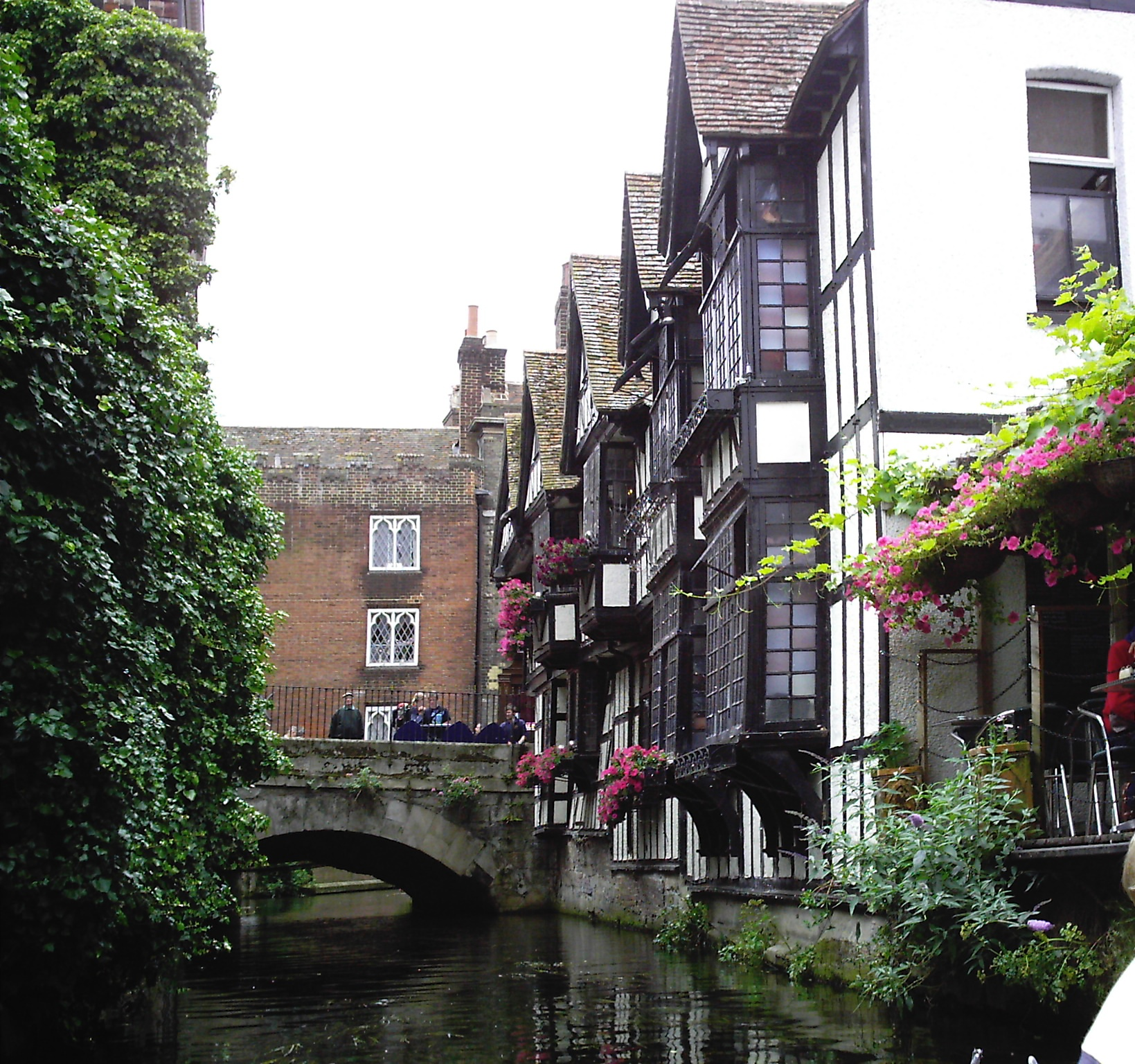
Historische Weberhäuser

Die Stadt blieb über lange Zeit weitgehend unverändert, wurde aber im Zweiten Weltkrieg durch die deutsche Luftwaffe bei den „Baedeker-Vergeltungsangriffen“ auf kulturell bedeutende Städte Englands im Jahr 1942, vor allem am 1. Juni, stark beschädigt. Seitdem hat sich Canterbury zu einer modernen Stadt und einem wichtigen Einkaufszentrum entwickelt, mit großem Freizeitangebot, guten Verkehrsverbindungen und vielfältigen Unterkunftsmöglichkeiten. Weil viele historische Bauwerke erhalten blieben, konnte der mittelalterliche Charakter des Stadtkerns bewahrt werden. Bemerkenswert sind außer der Kathedrale auch die vielen anderen alten Kirchenbauwerke in der Stadt. Erwähnenswert sind hier u. a. Greyfriars, St Martin’s Church und St. Dunstan’s Church.
Ein Großteil der Stadtmauer ist unversehrt; von den sechs alten Toren ist nur noch eins, das Westgate, aus der Zeit Richards II. erhalten; es beherbergt heute ein Museum. Am Fluss Stour entlang reihen sich die historischen Weberhäuser aneinander, und weiter flussabwärts liegen die Klöster der Blackfriars und Greyfriars aus dem 13. Jahrhundert. Canterbury bietet eine Vielzahl weiterer historischer Sehenswürdigkeiten wie den Bergfried des ehemaligen normannischen Canterbury Castles oder die normannische Treppe der King’s School. Einige von ihnen haben berühmten Dichtern und Schriftstellern als Anregung gedient. Christopher Marlowe wurde in Canterbury geboren und in St. Georg getauft. Trotz seiner engeren Bindungen an Rochester und Broadstairs wählte Charles Dickens als Schauplatz seines Romans David Copperfield Canterbury.
Neben der Kathedrale von Canterbury ist auch die St Martin’s Church Weltkulturerbe.

### Bildungseinrichtungen
Zu den Bildungseinrichtungen der Stadt gehören die University of Kent, die Canterbury Christ Church University (gegründet 1962), die University for the Creative Arts, das Chaucer College, eine Graduiertenschule für japanische Studenten, und das Franciscan International Study Centre, eine Schule für den Orden der Franziskaner. Außerdem gab es von 1848 bis 1976 das St. Augustine’s College, ein theologisches Seminar der Anglikanischen Kirche. Des Weiteren gibt es das Kent College an der Whitstable Road, welches mit internationalen Schülern besetzt ist.

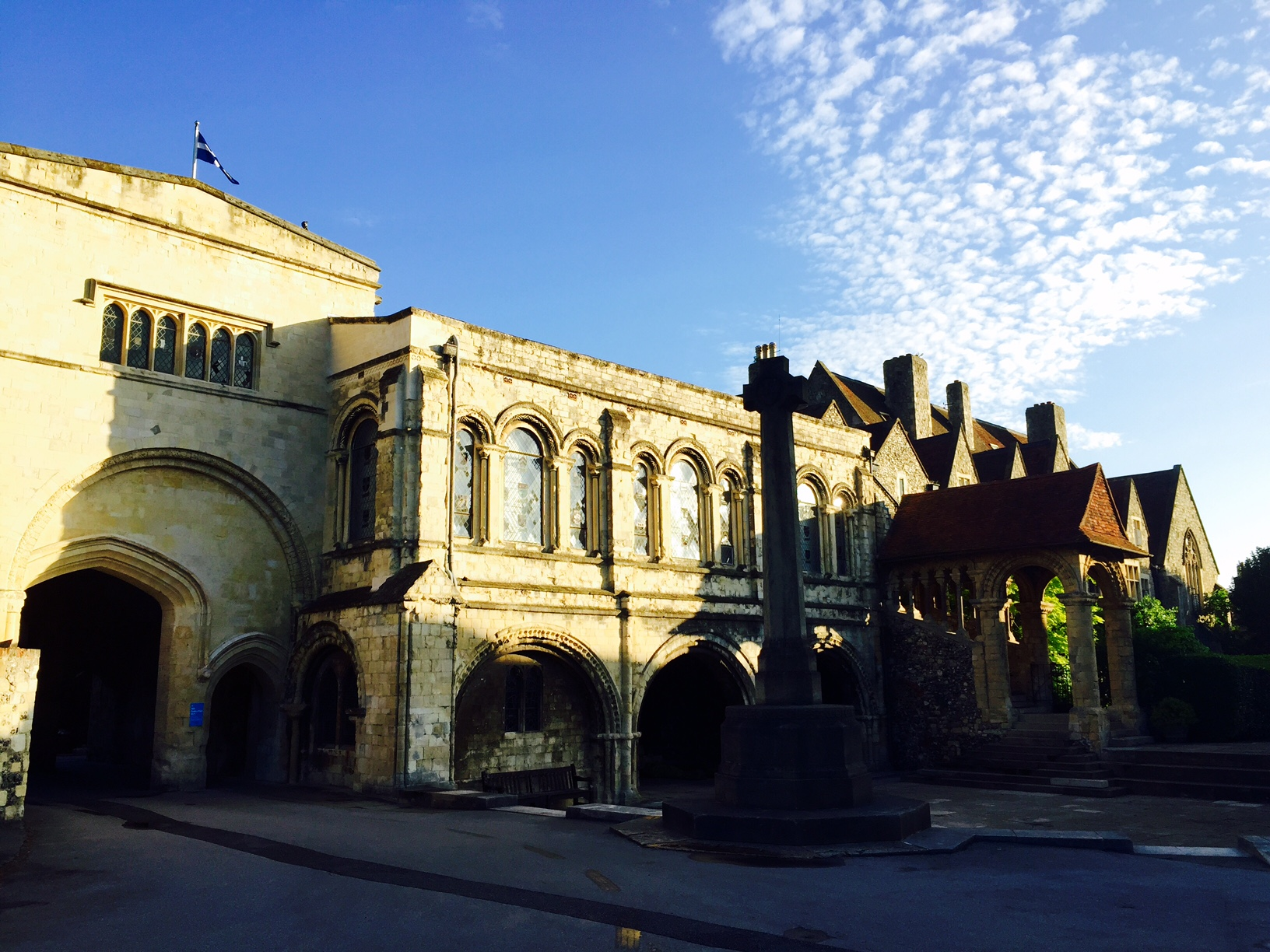
The King’s School, Normannisches Treppenhaus und Schulhaus (früher Pilgerheim, 12. Jh.)

The King’s School wurde im Jahr 597 vom hl. Augustinus von Canterbury gegründet und ist die älteste, dauerhaft bestehende Schule der Welt. Nach der Auflösung der Klöster wurde die Schule durch den englischen König Heinrich VIII. 1541 neu gegründet. Ein berühmter Schüler war Christopher Marlowe. Kardinal Reginald Pole verlegte die Schule in den Mint Yard. Sie wurde eine Public School von nationalem Ruf. Das heutige School House besteht seit 1860. In den 1930er Jahren wurden neue Gebäude für mehr Schüler hinzugefügt. Seit den 1970er Jahren können sie auch Mädchen besuchen. Heute ist sie eine Independent School.

### Museen
Das Canterbury Heritage Museum informiert über die Stadtgeschichte in eindrucksvollen Inszenierungen, während das Canterbury Tales Museum über Chaucer und seine Zeit berichtet. Im Roman Museum ist ein Mosaik in situ erhalten. Im mittelalterlichen Westtor befindet sich ein kleines militärhistorisches Museum, das unter anderem auch deutsche Beutestücke aus den beiden Weltkriegen zeigt.

### Verkehrsanbindung
Canterbury hat zwei Bahnhöfe und liegt an der Schnellstraße A2 nach London. Über das Schienennetz ist die Stadt an den Eurostar angebunden, der in Ashford (in 25 Kilometer Entfernung) hält. Ab dort gibt es Direktverbindungen nach London-St Pancras, Paris und Brüssel. Das Straßennetz verbindet Canterbury über die Autofähren des benachbarten Dover mit dem europäischen Festland. Ab 1830 gab es mit der Bahnstrecke Canterbury–Whitstable 120 Jahre lang eine direkte Schienenverbindung von der 10 Kilometer nördlich gelegenen Hafenstadt Whitstable.

### Bevölkerungsentwicklung
| 1801 | 09.500 |
| 1861 | 16.700 |
| 1921 | 18.900 |
| 1961 | 30.408 |
| 2001 | 42.264 |
| 2004 | 44.000 |
| 2011 | 55.240 |

Im Jahr 2001 bezeichneten sich 94 Prozent der Bevölkerung als Weiße. Keine andere Gruppe hat mehr als zwei Prozent Bevölkerungsanteil.
Die rund 42.000 Einwohner auf einer Fläche von 23,54 km² ergeben eine Bevölkerungsdichte von 1.795 Personen pro Quadratkilometer.

## Sport
Canterbury war unter anderem einer der Austragungsorte des Cricket World Cup 1999.

## Politik

### Stadtrat
- Greens: 4
- Labour: 18
- LibDem: 9
- Cons.: 8
- Unabh.: 0
- Sonst.: 0

Nächste Wahl: 6. Mai 2027
Labour und LibDem haben sich auf eine Zusammenarbeit geeinigt.

## Musik
In Canterbury entwickelte sich Anfang der 1960er Jahre eine neue Musikrichtung, der Canterbury Sound. Diese jazzgeprägte an den Progressive Rock angelehnte Musik brachte eine Vielzahl von Bands hervor. Um diese Bands entstand damals eine regelrechte Canterbury Scene.

## Persönlichkeiten

### Söhne und Töchter der Stadt
- Christopher Marlowe (1564–1593), Dichter
- George Sale (1697–1736), Jurist und Orientalist
- Richard Harris Barham (1788–1845), Schriftsteller
- Thomas Sidney Cooper (1803–1902), Maler
- George Newport (1803–1854), Chirurg, Zoologe, Entomologe und Anatom
- Stephen Elvey (1805–1860), Organist und Komponist
- George Elvey (1816–1893), Organist und Komponist
- Maxwell Tylden Masters (1833–1907), Arzt und Botaniker
- Edmund Caldwell (1852–1930), Maler, Illustrator, Bildhauer und Radierer
- Herbert Austin Fricker (1868–1943), kanadischer Chorleiter, Organist, Musikpädagoge und Komponist
- William Sealy Gosset (1876–1937), Statistiker
- Frank W. Jordan (1881–1941), Physiker, Erfinder
- Ralph Eastwood (1890–1959), Generalleutnant und Gouverneur von Gibraltar
- Jack Gwillim (1909–2001), Schauspieler
- Monica Poole (1921–2003), Holzstecherin
- Anna Reynolds (1930–2014), Mezzosopranistin
- Hugh Hopper (1945–2009), Bassist und Komponist
- Roger Turner (* 1946), Jazzschlagzeuger
- Trevor Pinnock (* 1946), Dirigent und Cembalist
- Richard Sinclair (* 1948), Musiker, Komponist, Songwriter, legendärer Bassist und Sänger "Voice of Canterbury"
- Paul Roland (* 1959), Musiker, Schriftsteller und Journalist
- Tim Dudgeon (* 1968), Freestyle-Skier
- Fraser Perring (* 1973), Leerverkäufer
- Orlando Bloom (* 1977), Schauspieler
- Joseph McManners (* 1992), Sänger und Schauspieler
- Jack Scanlon (* 1998), Schauspieler
- Sam McCallum (* 2000), Fußballspieler
- Mimi Webb (* 2000), Popsängerin

### Persönlichkeiten, die in dieser Stadt gewirkt haben und wirken
- Ian Fleming (1908–1964), britischer Schriftsteller
- Alexander Minto Hughes (1945–1998), britischer Reggae- und Ska-Musiker, bekannt als Judge Dread
- John Long (1964–2016), irischer Maler
- Robert Rotifer (* 1969), Journalist und Musiker